# World Soccer
World Soccer è una rivista calcistica di lingua inglese specializzata nel calcio internazionale e membro della ESM, un gruppo di riviste simili pubblicate in altre lingue, tra cui A Bola, Don Balón, Kicker, La Gazzetta dello Sport e Sport Express. I membri di questo gruppo eleggono la "Squadra europea del mese" e la "Squadra europea dell'anno".

## Albo d'oro

### Calciatore dell'anno
- 1982 -  Paolo Rossi, Juventus (23%)
- 1983 -  Zico, Udinese (28%)
- 1984 -  Michel Platini, Juventus (54%)
- 1985 -  Michel Platini, Juventus  (21%)
- 1986 -  Diego Armando Maradona, Napoli (36%)
- 1987 -  Ruud Gullit, Milan (39%)
- 1988 -  Marco van Basten, Milan (43%)
- 1989 -  Ruud Gullit, Milan (24%)
- 1990 -  Lothar Matthäus, Inter (22%)
- 1991 -  Jean-Pierre Papin, Olympique Marsiglia (25%)
- 1992 -  Marco van Basten, Milan (19%)
- 1993 -  Roberto Baggio, Juventus (14%)
- 1994 -  Paolo Maldini, Milan (27%)
- 1995 -  Gianluca Vialli, Juventus (18%)
- 1996 -  Ronaldo, Barcellona (17%)
- 1997 -  Ronaldo, Barcellona e Inter (27%)
- 1998 -  Zinédine Zidane, Juventus (23%)
- 1999 -  Rivaldo, Barcellona (42%)
- 2000 -  Luís Figo, Barcellona e Real Madrid (26%)
- 2001 -  Michael Owen, Liverpool (31%)
- 2002 -  Ronaldo, Inter e Real Madrid (26%)
- 2003 -  Pavel Nedvěd, Juventus (36%)
- 2004 -  Ronaldinho, Barcellona (29%)
- 2005 -  Ronaldinho, Barcellona (38,9%)
- 2006 -  Fabio Cannavaro, Juventus e Real Madrid (38,9%)
- 2007 -  Kaká, Milan (52,8%)
- 2008 -  Cristiano Ronaldo, Manchester United (48,4%)[1]
- 2009 -  Lionel Messi, Barcellona (43,2%)[2]
- 2010 -  Xavi, Barcellona (25,8%)
- 2011 -  Lionel Messi, Barcellona (60,2%)[3]
- 2012 -  Lionel Messi, Barcellona (47,3%)[4]
- 2013 -  Cristiano Ronaldo, Real Madrid (88,1%)[5]
- 2014 -  Cristiano Ronaldo, Real Madrid (928 punti)
- 2015 -  Lionel Messi, Barcellona
- 2016 -  Cristiano Ronaldo, Real Madrid
- 2017 -  Cristiano Ronaldo, Real Madrid
- 2018 -  Luka Modrić, Real Madrid
- 2019 -  Lionel Messi, Barcellona
- 2020 -  Robert Lewandowski, Bayern Monaco
- 2021 -  Robert Lewandowski, Bayern Monaco
- 2022 -  Lionel Messi, Paris Saint-Germain
- 2023 -  Erling Haaland, Manchester City
- 2024 -  Rodri, Manchester City

### Allenatore dell'anno
- 1982 -   Enzo Bearzot, Italia (49%)
- 1983 -  Sepp Piontek, Danimarca (29%)
- 1984 -  Michel Hidalgo, Francia (30%)
- 1985 -  Terry Venables, Barcellona (30%)
- 1986 -  Guy Thys, Belgio (15%)
- 1987 -  Johan Cruijff, Ajax (25%)
- 1988 -  Rinus Michels, Paesi Bassi e Bayer Leverkusen (48%)
- 1989 -  Arrigo Sacchi, Milan (42%)
- 1990 -  Franz Beckenbauer, Germania Ovest e Olympique Marsiglia (53%)
- 1991 -  Michel Platini, Francia (42%)
- 1992 -  Richard Møller Nielsen, Danimarca (28%)
- 1993 -  Alex Ferguson, Manchester United (21%)
- 1994 -  Carlos Alberto Parreira, Brasile (17%)
- 1995 -  Louis van Gaal, Ajax (42%)
- 1996 -  Berti Vogts, Germania (28%)
- 1997 -  Ottmar Hitzfeld, Borussia Dortmund (17%)
- 1998 -  Arsène Wenger, Arsenal (28%)
- 1999 -  Alex Ferguson, Manchester United (60%)
- 2000 -  Dino Zoff, Italia (18%)
- 2001 -  Gérard Houllier, Liverpool (28%)
- 2002 -  Guus Hiddink, Corea del Sud e PSV (28%)
- 2003 -  Carlo Ancelotti, Milan (20%)
- 2004 -  José Mourinho, Porto e Chelsea (36%)
- 2005 -  José Mourinho, Chelsea (34,1%)
- 2006 -  Marcello Lippi, Italia (35,7%)
- 2007 -  Alex Ferguson, Manchester United (26,4%)
- 2008 -  Alex Ferguson, Manchester United (37,8%)[1]
- 2009 -  Josep Guardiola, Barcellona (62,1%)[2]
- 2010 -  José Mourinho, Inter e Real Madrid (48,3%)
- 2011 -  Josep Guardiola, Barcellona (33,1%)[3]
- 2012 -  Vicente del Bosque, Spagna (28,49%)[4]
- 2013 -  Jupp Heynckes, Bayern Monaco (70,5%)[5]
- 2014 -  Joachim Löw, Germania
- 2015 -  Luis Enrique, Barcellona
- 2016 -  Claudio Ranieri, Leicester City
- 2017 -  Zinédine Zidane, Real Madrid
- 2018 -  Didier Deschamps, Francia
- 2019 -  Jürgen Klopp, Liverpool
- 2020 -  Hans-Dieter Flick, Bayern Monaco
- 2021 -  Roberto Mancini, Italia
- 2022 -  Lionel Scaloni, Argentina
- 2023 -  Josep Guardiola, Manchester City
- 2024 -  Carlo Ancelotti, Real Madrid

### Giovane calciatore dell'anno
- 2005 -  Robinho, Santos e Real Madrid (29,5%)
- 2006 -  Lionel Messi, Barcellona (35,8%)
- 2007 -  Lionel Messi, Barcellona (33,6%)
- 2008 -  Lionel Messi, Barcellona (44,2%)[1]
- 2009 -  Sergio Agüero, Atlético Madrid (45,1%)[2]
- 2010 -  Thomas Müller, Bayern Monaco (45,8%)
- 2011 -  Neymar, Santos (29,2%)[3]

### Arbitro dell'anno
- 2005 -  Pierluigi Collina (30,6%)
- 2006 -  Horacio Elizondo (38,7%)

### Squadra dell'anno
- 1982 -  Brasile (30%)
- 1983 -  Amburgo (29%)
- 1984 -  Francia (45%)
- 1985 -  Everton (42%)
- 1986 -  Argentina (15%)
- 1987 -  Porto (38%)
- 1988 -  Paesi Bassi (43%)
- 1989 -  Milan (51%)
- 1990 -  Germania Ovest (28%)
- 1991 -  Francia (20%)
- 1992 -  Danimarca (37%)
- 1993 -  Parma (24%)
- 1994 -  Milan (33%)
- 1995 -  Ajax (50%)
- 1996 -  Nigeria (31%)
- 1997 -  Borussia Dortmund (20%)
- 1998 -  Francia (35%)
- 1999 -  Manchester United (61%)
- 2000 -  Francia (33%)
- 2001 -  Liverpool (26%)
- 2002 -  Brasile (24%)

- 2003 -  Milan (23%)
- 2004 -  Grecia (25%)
- 2005 -  Liverpool (26,7%)
- 2006 -  Barcellona (42,3%)
- 2007 -  Iraq (22,2%)
- 2008 -  Spagna (41,1%)[1]
- 2009 -  Barcellona (75,9%)[2]
- 2010 -  Spagna (63,3%)
- 2011 -  Barcellona (44,2%)[3]
- 2012 -  Spagna (47,36%)[4]
- 2013 -  Bayern Monaco (96,7%)[5]
- 2014 -  Germania
- 2015 -  Barcellona
- 2016 -  Leicester City
- 2017 -  Real Madrid
- 2018 -  Francia
- 2019 -  Liverpool
- 2020 -  Bayern Monaco
- 2021 -  Italia
- 2022 -  Argentina
- 2023 -  Manchester City
- 2024 -  Spagna

## Conteggio vittorie

### Calciatore dell'anno

#### Per giocatore
| Pos. | Calciatore         | Vittorie |
| ---- | ------------------ | -------- |
| 1    | Lionel Messi       | 6        |
| 2    | Cristiano Ronaldo  | 5        |
| 3    | Ronaldo            | 3        |
| 4    | Michel Platini     | 2        |
| 4    | Ronaldinho         | 2        |
| 4    | Ruud Gullit        | 2        |
| 4    | Marco van Basten   | 2        |
| 4    | Robert Lewandowski | 2        |
| 5    | Paolo Rossi        | 1        |
| 5    | Zico               | 1        |
| 5    | Diego Maradona     | 1        |
| 5    | Lothar Matthäus    | 1        |
| 5    | Jean-Pierre Papin  | 1        |
| 5    | Roberto Baggio     | 1        |
| 5    | Paolo Maldini      | 1        |
| 5    | Gianluca Vialli    | 1        |
| 5    | Zinédine Zidane    | 1        |
| 5    | Rivaldo            | 1        |
| 5    | Luís Figo          | 1        |
| 5    | Michael Owen       | 1        |
| 5    | Pavel Nedvěd       | 1        |
| 5    | Fabio Cannavaro    | 1        |
| 5    | Kakà               | 1        |
| 5    | Xavi               | 1        |
| 5    | Luka Modrić        | 1        |

#### Per nazione
| Pos. | Nazione     | Vittorie |
| ---- | ----------- | -------- |
| 1    | Brasile     | 8        |
| 2    | Argentina   | 7        |
| 3    | Portogallo  | 6        |
| 4    | Italia      | 5        |
| 5    | Francia     | 4        |
| 5    | Paesi Bassi | 4        |
| 7    | Polonia     | 2        |
| 8    | Croazia     | 1        |
| 8    | Germania    | 1        |
| 8    | Inghilterra | 1        |
| 8    | Rep. Ceca   | 1        |
| 8    | Spagna      | 1        |

## I 100 migliori giocatori del XX secolo
Elenco tratto dall'edizione di World Soccer pubblicata nel 1999.
1. Pelè
2. Diego Armando Maradona
3. Johan Cruijff
4. Franz Beckenbauer
5. Michel Platini
6. Alfredo Di Stéfano
7. Ferenc Puskás
8. George Best
9. Marco van Basten
10. Eusébio
11. Lev Yashin
12. Bobby Charlton
13. Ronaldo
14. Bobby Moore
15. Gerd Müller
16. Roberto Baggio
17. Stanley Matthews
18. Zico
19. Franco Baresi
20. Garrincha
21. Paolo Maldini
22. Kenny Dalglish
23. Gabriel Batistuta
24. Éric Cantona
25. Gheorghe Hagi
26. Romário
27. Jairzinho
28. Zinédine Zidane
29. Ruud Gullit
30. John Charles
31. Lothar Matthäus
32. Gordon Banks
33. Jürgen Klinsmann
34. Dennis Bergkamp
35. Karl-Heinz Rummenigge
36. Gary Lineker
37. Giuseppe Meazza
38. Rivelino
39. Didi
40. Ian Rush
41. Peter Schmeichel
42. Paolo Rossi
43. George Weah
44. Michael Owen
45. Just Fontaine
46. Duncan Edwards
47. Dino Zoff
48. Hristo Stoichkov
49. David Beckham
50. Tom Finney
51. Rivaldo
52. Claudio Caniggia
53. Tostão
54. Frank Rijkaard
55. José Luis Chilavert
56. Kevin Keegan
57. Paul Gascoigne
58. Roger Milla
59. Michael Laudrup
60. Andrij Ševčenko
61. David Ginola
62. Glenn Hoddle
63. Sócrates
64. Roberto Carlos
65. Alan Shearer
66. Daniel Passarella
67. Davor Šuker
68. Dixie Dean
69. Sándor Kocsis
70. Juan Alberto Schiaffino
71. Christian Vieri
72. Mario Kempes
73. Johan Neeskens
74. Gigi Riva
75. Francesco Totti
76. Günter Netzer
77. Alessandro Del Piero
78. Carlos Valderrama
79. Ricardo Zamora
80. Enzo Francescoli
81. Edgar Davids
82. Francisco Gento
83. Jim Baxter
84. Falcão
85. Ryan Giggs
86. Sepp Maier
87. Zbigniew Boniek
88. Pat Jennings
89. György Sárosi
90. Giacinto Facchetti
91. Alan Hansen
92. Raymond Kopa
93. Bryan Robson
94. Matthias Sammer
95. László Kubala
96. Neville Southall
97. Gérson
98. Paulo Futre
99. Preben Elkjær
100. Bebeto

## I migliori allenatori della storia del calcio

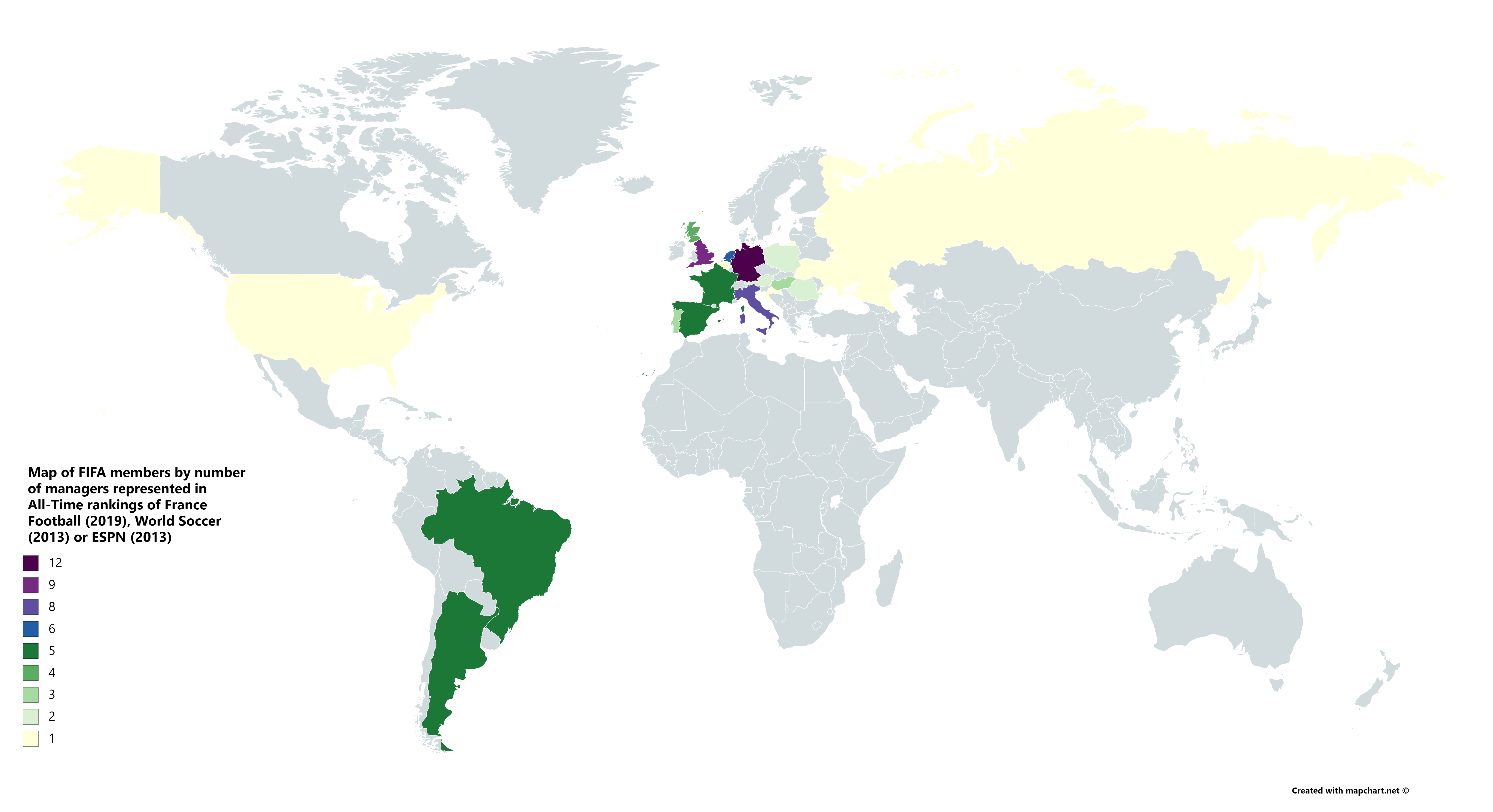
Mappa dei paesi affiliati alla FIFA per numero di allenatori del singolo paese inseriti almeno una volta nelle classifiche di France Football (2019), World Soccer (2013) e ESPN (2013)

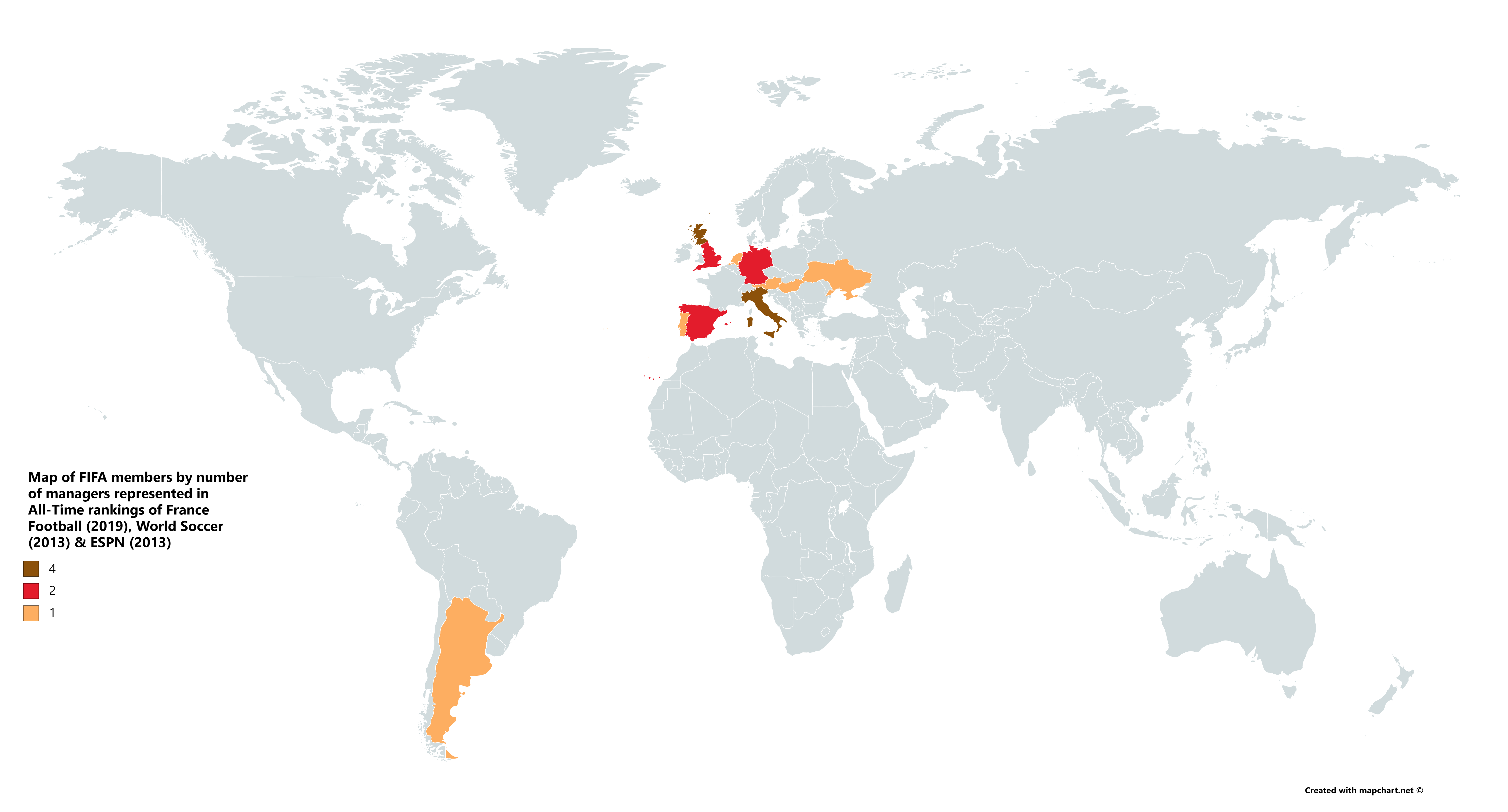
Mappa dei paesi affiliati alla FIFA per numero di allenatori del singolo paese inseriti in tutte le classifiche di France Football (2019), World Soccer (2013) o ESPN (2013)

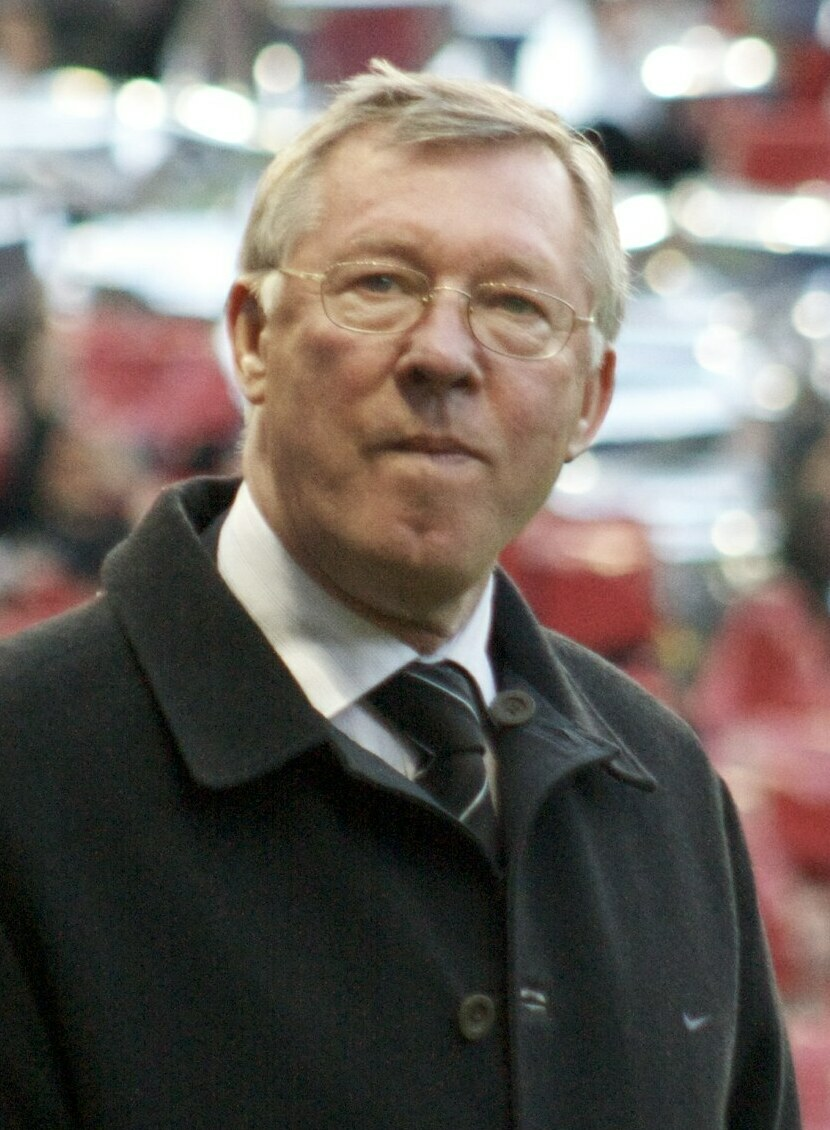
Alex Ferguson
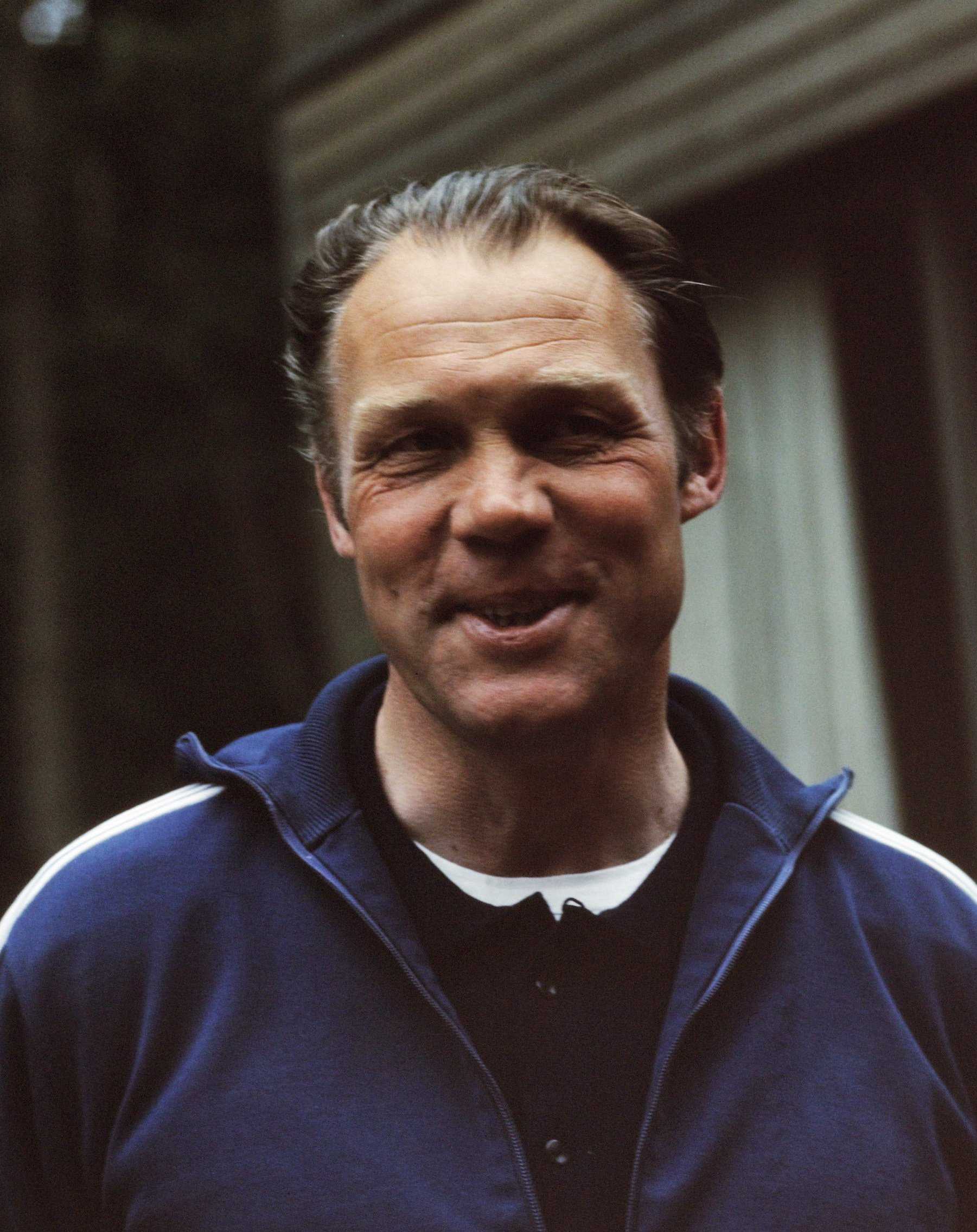
Rinus Michels
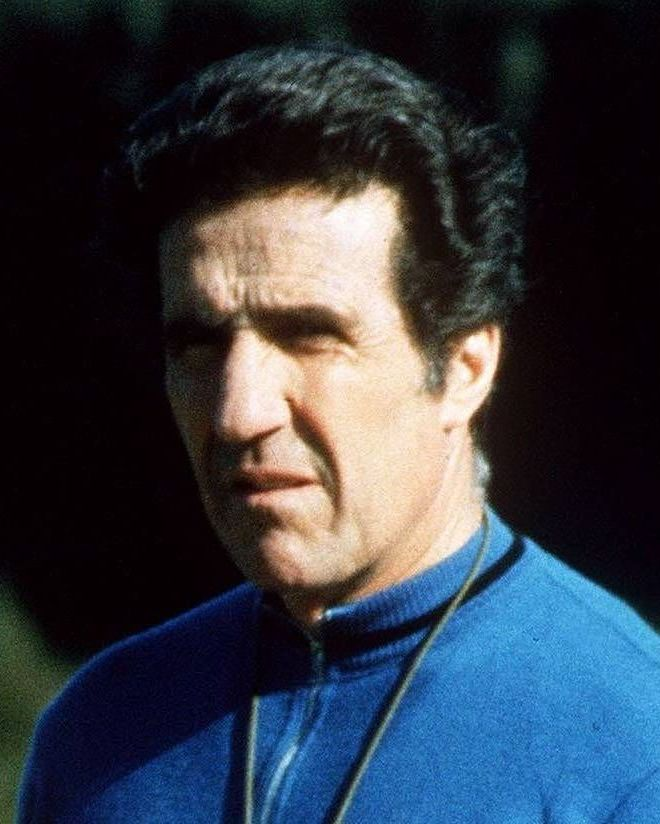
Helenio Herrera
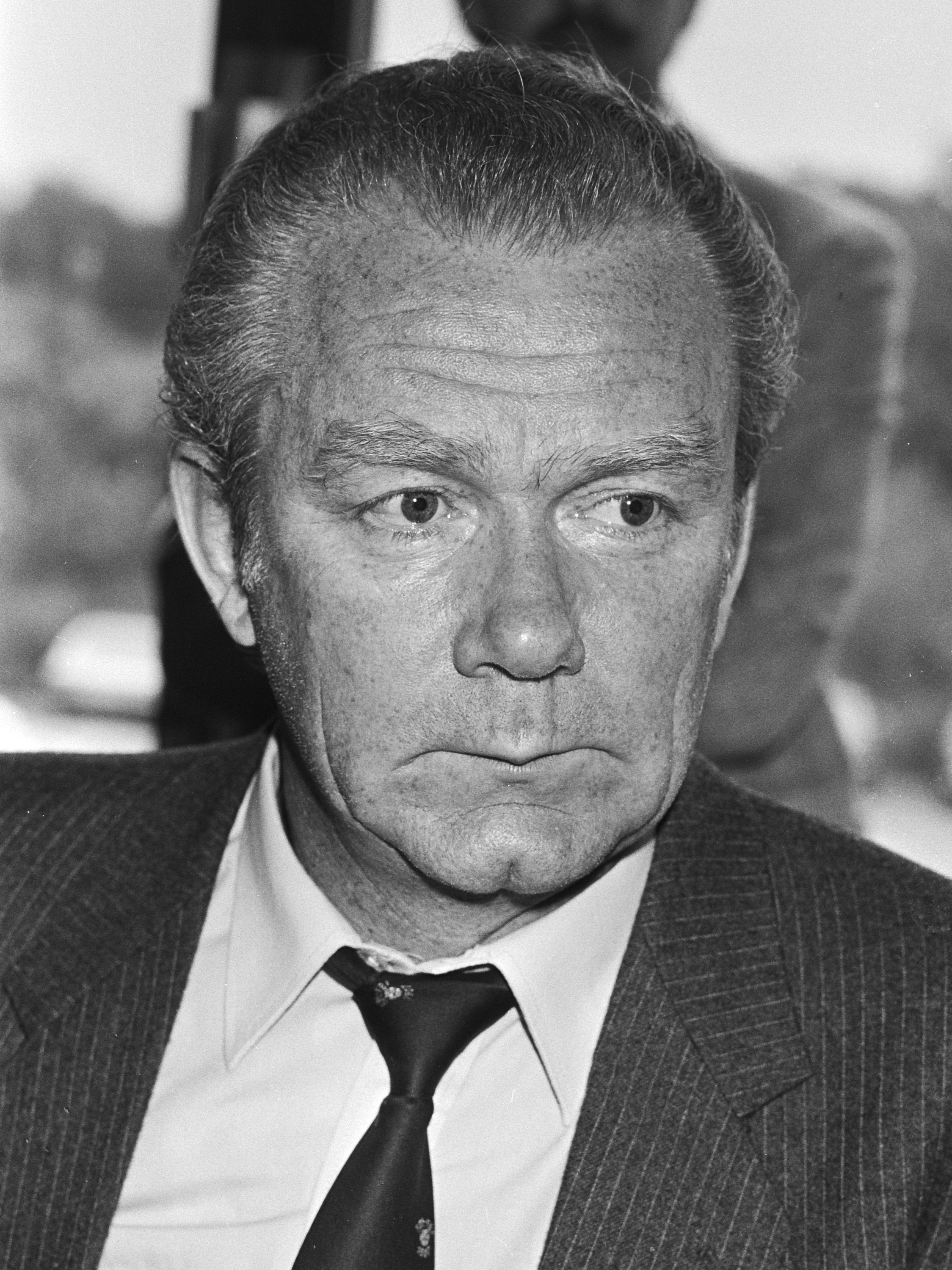
Valerij Lobanovs'kyj

L'elenco si basa su un sondaggio condotto tra 70 esperti (giornalisti, esperti TV, giocatori e allenatori attuali e precedenti) di tutto il mondo e pubblicato nel luglio 2013.
Legenda
Gli allenatori contrassegnati in grassetto sono stati classificati da World Soccer, France Football ed ESPN
     allenatori che sono inseriti nelle prime dieci posizioni da World Soccer, France Football ed ESPN
| Pos. | Nome                 | Periodo di attività                                           | Squadre allenate                                                                   | Voti | % voti |
| ---- | -------------------- | ------------------------------------------------------------- | ---------------------------------------------------------------------------------- | ---- | ------ |
| 1    | Sir Alex Ferguson    | 1974-2013                                                     | Aberdeen, Scozia, Manchester United                                                | 48   | 68.57% |
| 2    | Rinus Michels        | 1960-1992                                                     | Ajax, Barcellona, Paesi Bassi                                                      | 46   | 65.71% |
| 3    | José Mourinho        | 2000-                                                         | Porto, Chelsea, Inter, Real Madrid, Manchester United, Tottenham, Roma, Fenerbahce | 21   | 30%    |
| 4    | Helenio Herrera      | 1944-1970, 1973-1981                                          | Atlético Madrid, Barcellona, Inter                                                 | 19   | 27%    |
| 5    | Pep Guardiola        | 2007-                                                         | Barcellona, Bayern Monaco, Manchester City                                         | 16   | 22.22% |
| 6    | Valerij Lobanovs'kyj | 1969-2002                                                     | Dnipro, Dinamo Kiev, Unione Sovietica, Ucraina                                     | 15   | 21.43% |
| 6    | Arrigo Sacchi        | 1985-1999, 2001                                               | Milan, Italia                                                                      | 15   | 21.43% |
| 8    | Bob Paisley          | 1974-1983                                                     | Liverpool                                                                          | 12   | 17.14% |
| 9    | Herbert Chapman      | 1907-1918, 1921-1934                                          | Leeds United, Huddersfield Town, Arsenal                                           | 9    | 12.86% |
| 9    | Béla Guttmann        | 1933-1939, 1945-1951, 1953-1962, 1964-1967, 1973              | Milan, San Paolo, Porto, Benfica, Peñarol                                          | 9    | 12.86% |
| 9    | Ernst Happel         | 1962-1992                                                     | Feyenoord, Siviglia, Paesi Bassi, Hamburger SV                                     | 9    | 12.86% |
| 9    | Mário Zagallo        | 1966-1991, 1994-2001                                          | Botafogo, Flamengo, Brasile, Vasco da Gama                                         | 9    | 12.86% |
| 13   | Vittorio Pozzo       | 1912-1922, 1924-1926, 1929-1948                               | Italia, Torino, Milan                                                              | 8    | 11.43% |
| 13   | Vicente del Bosque   | 1987-1990, 1994, 1996, 1999-2005, 2008-2016                   | Real Madrid, Beşiktaş, Spagna                                                      | 8    | 11.43% |
| 13   | Marcello Lippi       | 1982-2006, 2008-2010, 2012-2014, 2016-                        | Napoli, Juventus, Inter, Italia, Guangzhou Evergrande                              | 8    | 11.43% |
| 13   | Telê Santana         | 1969-1996                                                     | Atlético Mineiro, San Paolo, Botafogo, Flamengo, Brasile                           | 8    | 11.43% |
| 17   | Brian Clough         | 1965-1993                                                     | Derby County, Leeds United, Nottingham Forest                                      | 7    | 10%    |
| 17   | Ottmar Hitzfeld      | 1983-2004, 2007-2014                                          | Borussia Dortmund, Bayern Monaco, Svizzera                                         | 7    | 10%    |
| 19   | Giovanni Trapattoni  | 1974-2013                                                     | Milan, Inter, Juventus, Bayern Monaco, Fiorentina, Italia                          | 6    | 8.57%  |
| 20   | Sepp Herberger       | 1930-1942, 1945-1946, 1950-1964                               | Germania, Eintracht Francoforte                                                    | 5    | 7.14%  |
| 20   | Bill Shankly         | 1949-1974                                                     | Huddersfield Town, Liverpool                                                       | 5    | 7.14%  |
| 22   | César Luis Menotti   | 1970, 1972-1984, 1986-1994, 1996-1999, 2002, 2004, 2006, 2007 | Argentina, Barcellona, Atlético Madrid, Boca Juniors, Independiente                | 4    | 5.71%  |
| 22   | Helmut Schön         | 1952-1984                                                     | Germania                                                                           | 4    | 5.71%  |
| 24   | Enzo Bearzot         | 1964-1986                                                     | Italia                                                                             | 3    | 4.29%  |
| 24   | Jimmy Hogan          | 1910-1912, 1914-1921, 1924, 1924-1927, 1931-1939              | MTK Budapest, Paesi Bassi, Fulham, Aston Villa                                     | 3    | 4.29%  |
| 24   | Hennes Weisweiler    | 1948-1983                                                     | Borussia Mönchengladbach, Barcellona, 1. FC Köln                                   | 3    | 4.29%  |
| 24   | Gusztáv Sebes        | 1940-1946, 1949-1957                                          | Ungheria                                                                           | 3    | 4.29%  |
| 24   | Fabio Capello        | 1991-2015, 2017-2018                                          | Milan, Real Madrid, Roma, Juventus, Inghilterra                                    | 3    | 4.29%  |
| 29   | Franz Beckenbauer    | 1984-1991, 1993-1994, 1996                                    | Germania, Bayern Munich, Marseille                                                 | 2    | 2.86%  |
| 29   | Carlos Bilardo       | 1971, 1973-1993, 1996, 1998-2000, 2003-2004                   | Estudiantes, Colombia, Argentina, Siviglia, Boca Juniors                           | 2    | 2.86%  |
| 29   | Johan Cruijff        | 1985-1996                                                     | Ajax, Barcellona                                                                   | 2    | 2.86%  |
| 29   | Vicente Feola        | 1937-1942, 1947-1950, 1955-1956, 1958, 1959, 1961, 1966       | San Paolo, Brasile, Boca Juniors                                                   | 2    | 2.86%  |
| 29   | Alf Ramsey           | 1955-1974, 1977-1978                                          | Ipswich Town, Inghilterra                                                          | 2    | 2.86%  |
| 29   | Jock Stein           | 1960-1985                                                     | Celtic, Scozia, Leeds United                                                       | 2    | 2.86%  |
| 29   | Luiz Felipe Scolari  | 1982-                                                         | Brasile, Portogallo, Grêmio, Palmeiras, Chelsea                                    | 2    | 2.86%  |

I seguenti allenatori hanno ricevuto un solo voto (1,43%):
- Luis Aragonés
- Leo Beenhakker
- Matt Busby
- Jack Charlton
- Kazimierz Górski
- Gérard Houllier
- Tomislav Ivić
- Ștefan Kovács
- Udo Lattek
- Hugo Meisl
- Otto Rehhagel
- Carlos Alberto Parreira
- Antoni Piechniczek
- Árpád Weisz
- Walter Winterbottom
- Rafael Benítez
- Marcelo Bielsa
- Bob Bradley
- Jupp Heynckes